# 대한민국 민법 제680조
대한민국 민법 제680조는 위임의 의의에 대한 민법 채권법 조문이다.

## 조문
제680조(위임의 의의) 위임은 당사자 일방이 상대방에 대하여 사무의 처리를 위탁하고 상대방이 이를 승낙함으로써 그 효력이 생긴다.

第680條(委任의 意義) 委任은 當事者 一方이 相對方에 對하여 事務의 處理를 委託하고 相對方이 이를 承諾함으로써 그 效力이 생긴다.

## 비교조문
일본민법 제643조 (위임) 위임은 당사자의 일방이 법률행위를 할 것을 상대방에게 위탁하고 상대방이 이를 승낙함으로써 그 효력이 생긴다.

## 해설
이사를 선임하는 행위는 법인과 이사 간의 위임계약과 유사하다.

## 참고 문헌
- 오현수, 일본민법, 진원사, 2014. ISBN 978-89-6346-345-2
- 오세경, 대법전, 법전출판사, 2014 ISBN 978-89-262-1027-7
- 이준현, LOGOS 민법 조문판례집, 미래가치, 2015. ISBN 979-1-155-02086-9

## 같이 보기
- 위임